# 種子植物
種子植物（しゅししょくぶつ、学名：Spermatophyta）は、植物のうち、有性生殖の結果として種子を形成するものである。維管束を持つ維管束植物に含まれる。
全植物の約8割を占め、大別すると、裸子植物と被子植物に分かれる。

## 進化
種子植物の祖先はシダ植物である。シダ植物は体の構造は陸上生活に十分適応していたが、前葉体の上での受精の際に水が必要である。
種子は前葉体を保護し、その中で受精をも行わせることで、外界の水に頼ることなく受精が行えるようにするためのものである。これによって、植物の陸上生活への適応は格段に進歩した。そのため極地などを除く世界中の陸上に進出し、大変な多様性を獲得するに至った。
また、種子が多くの栄養を蓄積する構造となったことで動物にとって重要な栄養源となり、それを巡って動物との間に共進化が進んだことも重要である。
種子散布については植物の方から動物を利用する場面も多く、同様な現象は花粉媒介を巡っても見られる。

## 分類
| 緑色植物亜界 Viridiplantae | 緑藻植物門 Chlorophyta      | 緑藻綱 Chlorophyceae                                                | 緑藻綱 Chlorophyceae                                | 緑藻綱 Chlorophyceae                                | 緑藻綱 Chlorophyceae                                | 緑藻綱 Chlorophyceae                                |
| 緑色植物亜界 Viridiplantae | 緑藻植物門 Chlorophyta      | トレボウクシア藻綱 Trebouxiophyceae                                 |                                                     |                                                     |                                                     |                                                     |
| 緑色植物亜界 Viridiplantae | 緑藻植物門 Chlorophyta      | アオサ藻綱 Ulvophyceae                                              |                                                     |                                                     |                                                     |                                                     |
| 緑色植物亜界 Viridiplantae | 緑藻植物門 Chlorophyta      | プラシノ藻類 （ペディノ藻、クロロデンドロン藻、ミクロモナス藻、等） |                                                     |                                                     |                                                     |                                                     |
| 緑色植物亜界 Viridiplantae | ストレプト植物 Streptophyta | 車軸藻綱 Charophyceae、接合藻綱Zygnematophyceae、等                 | 車軸藻綱 Charophyceae、接合藻綱Zygnematophyceae、等 | 車軸藻綱 Charophyceae、接合藻綱Zygnematophyceae、等 | 車軸藻綱 Charophyceae、接合藻綱Zygnematophyceae、等 | 車軸藻綱 Charophyceae、接合藻綱Zygnematophyceae、等 |
| 緑色植物亜界 Viridiplantae | ストレプト植物 Streptophyta | 陸上植物 (有胚植物) Embryophyta                                     | 苔類（ゼニゴケ植物門 Marchantiophyta）              | 苔類（ゼニゴケ植物門 Marchantiophyta）              | 苔類（ゼニゴケ植物門 Marchantiophyta）              | 苔類（ゼニゴケ植物門 Marchantiophyta）              |
| 緑色植物亜界 Viridiplantae | ストレプト植物 Streptophyta | 陸上植物 (有胚植物) Embryophyta                                     | 蘚類（マゴケ植物門 Bryophyta）                      |                                                     |                                                     |                                                     |
| 緑色植物亜界 Viridiplantae | ストレプト植物 Streptophyta | 陸上植物 (有胚植物) Embryophyta                                     | ツノゴケ類（ツノゴケ植物門 Anthocerotophyta）       |                                                     |                                                     |                                                     |
| 緑色植物亜界 Viridiplantae | ストレプト植物 Streptophyta | 陸上植物 (有胚植物) Embryophyta                                     | 維管束植物 Tracheophyta                             | ヒカゲノカズラ植物 Lycopodiophyta                   | ヒカゲノカズラ植物 Lycopodiophyta                   | ヒカゲノカズラ植物 Lycopodiophyta                   |
| 緑色植物亜界 Viridiplantae | ストレプト植物 Streptophyta | 陸上植物 (有胚植物) Embryophyta                                     | 維管束植物 Tracheophyta                             | 大葉植物 (真葉植物) Euphyllophyta                   | 大葉シダ植物（シダ植物門）                          | 大葉シダ植物（シダ植物門）                          |
| 緑色植物亜界 Viridiplantae | ストレプト植物 Streptophyta | 陸上植物 (有胚植物) Embryophyta                                     | 維管束植物 Tracheophyta                             | 大葉植物 (真葉植物) Euphyllophyta                   | 種子植物 Spermatophyta                              | 裸子植物 Gymnospermae                               |
| 緑色植物亜界 Viridiplantae | ストレプト植物 Streptophyta | 陸上植物 (有胚植物) Embryophyta                                     | 維管束植物 Tracheophyta                             | 大葉植物 (真葉植物) Euphyllophyta                   | 種子植物 Spermatophyta                              | 被子植物 Angiospermae                               |

## 出現と繁栄
古生代後半に出現し、すぐに地上の優占的な樹木の地位をシダ植物から奪い、その後主力の地位は裸子植物から被子植物に移ったものの、現在に至るまで、世界中の地表を覆い続けている。

## 特徴
現生種については、種子植物は生殖器官として"花"を持つことから顕花植物とも呼ばれるが、裸子植物では胞子葉と区別がつきにくいものもあるので、被子植物の花だけを花と呼ぶ考えもある。
化石植物であるがシダ種子類には、普通の葉に種子がついているものもある。上記のように、種子は前葉体を保護する構造に由来し、花はその前段階である胞子を散布する構造に由来するものである。したがって両者は起源を異にし、まず種子を形成するものが生まれて、その後に雄性胞子を散布し、それを受け取る構造としての花が形成されたと考えられる。
- 植物の繁殖方法一覧